# Lærerstuderendes Landskreds
Lærerstuderendes Landskreds organiserer de danske lærerstuderende. 
Lærerstuderendes Landskreds blev en kreds under Danmarks Lærerforening i forbindelse med en sammenlægning i 1991. De har sekretariat på Vandkunsten i København.

## Lærerstuderendes Landskreds' formålsparagraf
Lærerstuderendes Landskreds er en partipolitisk uafhængig organisation. Organisationens har til formål at varetage medlemmernes undervisningsmæssige, faglige, pædagogiske, politiske, økonomiske og studiesociale interesser, at virke for læreruddannelsens og folkeskolens udvikling samt at sikre studerende indflydelse såvel lokalt som på landsplan.

## Organisationen
Lærerstuderendes Landskreds’ centrale arbejde varetages i dagligdagen af en på årsmøde valgt daglig ledelse, bestående af to personer; en forperson og en næstforperson. Forpersonen og næstforpersonen er frikøbt fra læreruddannelsen i en etårig periode med henblik på at kunne varetage hvervet på fuld tid. Årsmødet finder sted hvert år i den første hele weekend af november. Daglig ledelse kan genopstille til en forpersons- eller næstforpersons én gang og kan dermed sidde i op til to år.
Daglig ledelse varetager den daglige drift af organisationen, herunder driften af organisationens sekretariat med de ansatte ressourcer. Det er tillige daglig ledelses ansvar, i samarbejde med bestyrelsen, at der til enhver tid findes en aktiv LL-klub på hver af landets 16 læreruddannelsessteder.
For at kunne hjælpe daglig ledelse er der opsat et forretningsudvalg. Dette udvalg består af 5 tillidsvalgte personer der går på læreruddannelsen. Disse personer bliver valgt på årsmødet hvert år, og man kan genopstille så længe man går på læreruddannelsen. Mindst en af disse skal være fra en klub med under 400 personer, og mindst en skal være fra en klub med over 400 personer. Denne position er frivillig, så sidder man i forretningsudvalget er man ikke frikøbt. Daglig ledelse beregnes med i posterne i forretningsudvalget, og man kan derfor sige at der sidder 7 personer.
En LL-klub skal bestå af mindst en forperson og en næstperson for at kunne blive erklæret aktiv. I praksis arbejder LL-klubben ofte tæt sammen med uddannelsesstedets studerendes råd. LL-klubben har til opgave at sikre, at de studerende på uddannelsesstederne kender deres rettigheder, og at de politiske emner, der arbejdes med nationalt, bringes til de studerendes kendskab lokalt.
For at sikre, at de studerende på de enkelte uddannelsessteder har indflydelse på organisationens arbejde og politik, har organisationen en hovedbestyrelse. I hovedbestyrelsen sidder der et hovedbestyrelsesmedlem der repræsenterer deres lokale klub, samt forretningsudvalget. Man kan ikke både sidde i forretningsudvalget og være hovedbestyrelsesrepræsentant for sin lokale klub. 
For at hovedbestyrelsen kan kvalificeres som beslutningsdygtige til et møde, skal der være én fra daglig ledelse, 2 fra forretningsudvalget og 4 hovedbestyrelsesrepræsentanter. 
Lærerstuderendes Landskreds afholder årligt en række arrangementer for sine medlemmer. Blandt andet en kursusweekend i marts, kaldet Seminariet, samt lokale opkvalificerende oplæg. 

## Historie
Lærerstuderendes Landskreds blev oprettet i 1942 og hed dengang Seminarieelevernes Landsråd. I 1964 blev seminarieeleverne til studerende, og navnet blev til Lærerstuderendes landsråd. Lærerstuderendes Landskreds blev i 1991 en selvstændig kreds og fraktion i Danmarks Lærerforening og fik i den forbindelse sit nuværende navn. Med cirka 5500 medlemmer er det per april 2018 den største kreds indenfor lærerforeningen.

## Forpersoner og næstforpersoner i Lærerstuderendes Landskreds
| År    | Forperson                  | Næstforperson                                                | Faglig Sekretær   |
| ----- | -------------------------- | ------------------------------------------------------------ | ----------------- |
| 25/26 | Anthon René Berentzen      | Karoline Dolmer                                              |                   |
| 24/25 | Anneline Larsen            | Nikoline Brockenhuus Rindung                                 |                   |
| 23/24 | Anneline Larsen            | Nikoline Brockenhuus Rindung                                 |                   |
| 22/23 | Caroline Holdflod Nørgaard | Feline Winther Elkjær Christensen                            |                   |
| 21/22 | Caroline Holdflod Nørgaard | Lina Kofoed Romanini                                         | Kim Koch Petersen |
| 20/21 | Rasmus Holme Nielsen       | Lina Kofoed Romanini                                         | Kim Koch Petersen |
| 19/20 | Rasmus Holme Nielsen       | Ditte Lundby Jensen                                          |                   |
| 18/19 | Jenny Maria Jørgensen      | Ditte Lundby Jensen                                          |                   |
| 17/18 | Jenny Maria Jørgensen      | Anna Hjortkjær                                               |                   |
| 16/17 | Christian Dalby            | Anna Hjortkjær                                               |                   |
| 15/16 | Christian Dalby            | Morten Kampp Rasmussen                                       |                   |
| 14/15 | Jens Bob Bohlbro           | Morten Kampp Rasmussen                                       |                   |
| 13/14 | Jens Bob Bohlbro           | Mads Bärenholdt                                              |                   |
| 12/13 | Tobias Holst               | Mads Bärenholdt                                              |                   |
| 11/12 | Tobias Holst               | Kasper Nordborg Kiær                                         |                   |
| 10/11 | Line Hjarsø                | Kasper Nordborg Kiær                                         |                   |
| 09/10 | Line Hjarsø                | Mette Rasmussen (senere skiftet navn til Mette Hjorth Olsen) |                   |
| 08/09 | Kresten Bang Heinfelt      | Mette Rasmussen (senere skiftet navn til Mette Hjorth Olsen) |                   |
| 07/08 | Kresten Bang Heinfelt      | Marie Bylov Falgren                                          |                   |
| 06/07 | Jakob Andersen             | Marie Bylov Falgren                                          |                   |
| 05/06 | Jakob Andersen             | Michael Løgtholt Thomsen                                     |                   |
| 04/05 | Laust Johan Westtoft       | Michael Løgtholt Thomsen                                     |                   |
| 03/04 | Laust Johan Westtoft       | Kamille Wind                                                 |                   |
| 02/03 | Trine Barfod               | Kamille Wind                                                 |                   |
| 01/02 | Trine Barfod               | Søren Ørgård Hansen                                          |                   |
| 00/01 | Rasmus Møller              | Søren Ørgård Hansen                                          |                   |
| 99/00 | Rasmus Møller              | Jesper Thygesen                                              |                   |
| 98/99 | Henrik Hallinger           | Rikke Vagn Hansen / Jesper Thygesen                          |                   |
| 97/98 | Henrik Hallinger           | Martin Visby Nielsen                                         |                   |
| 96/97 | Hanne Holm Nielsen         | Martin Visby Nielsen                                         |                   |
| 95/96 | Hanne Holm Nielsen         | Ukendt                                                       |                   |
| 94/95 | Bendt Wittrock Jespersen   | Ukendt                                                       |                   |
| 93/94 | Bendt Wittrock Jespersen   | Jan Kæmpe                                                    |                   |
| 92/93 | Peter Hindsgaul            | Jan Kæmpe                                                    |                   |
| 91/92 | Peter Hindsgaul            | Jeppe Jensen                                                 |                   |

## Ekstern henvisning
- LLs hjemmeside
- DLFs hjemmeside